# Premio Romero Esteo
El Premio Romero Esteo toma nombre del dramaturgo andaluz Miguel Romero Esteo (1930-2018). Es un certamen en el que solo pueden participar dramaturgos andaluces o residentes en Andalucía menores de treinta años.
Se convocó por primera vez en el año 1997, siendo responsable del Centro Andaluz de Teatro -institución pública convocante- el director teatral Emilio Hernández. El premio surgió como una clara apuesta por la joven dramaturgia andaluza tomando como referencia el exitoso certamen Marqués de Bradomín, premio señero en los certámenes para jóvenes dramaturgos en España y que da nombre a la Generación Bradomín.
Además de la dotación económica, el Centro Andaluz de Teatro producía la puesta en escena del texto premiado y, a través del Centro de Documentación de las Artes Escénicas de Andalucía, la publicación del texto premiado y los accésit.
En el año 2018, tras el III Encuentro de Autores Andaluces celebrado en Córdoba auspiciado por la Asociación de las Artes Escénicas de Andalucía (ARESAN) y el apoyo de la SGAE, un grupo de dramaturgos decide volver a convocar el premio Miguel Romero Esteo, que no se convocaba desde el año 2009, y reclaman la formación de un Nuevo Centro Andaluz de Teatro.
A partir del año 2021, la Junta de Andalucía vuelve a convocar el premio.

## Galardonados
- 2023. Premio para Álvaro Miguel Herce Rosales, por su obra Liona. Accésit para Ana Isabel Alarcón Gómez, por su obra La nana truncada, y para Markel Hernández Pérez, por su obra Mars One.[3]
- 2022. Desierto.
- 2020. Premio para Pablo López Pellicer, por su obra El paraíso perdido. Accésit para Carla Martínez Nyman por su obra Árbol quemado.[4]
- 2019. Ruth Rubio, por su obra Los ignífugos (Universo 29).[5]
- 2009. Ex aequo. Antonio Raposo Hidalgo, por su obra Homo homini lupus; Antonio Rincón-Cano, por su obra Over the rainbow.[6]
- 2006. Antonio Rojano, por su obra La decadencia en Varsovia.[7]
- 2003. Premio. Gracia Morales, por su obra Un lugar estratégico.[8] Accésit. Gonzalo Lloret Marín, por su obra Hasta que la muerte: degeneración de nueve escenas.
- 2002. Premio. Juan Alberto Salvatierra, por su obra El rey de Algeciras.[9] Accésit. Marilia Samper, por su obra Menú del día; David Montero, por su obra Lullaby.
- 2001. Premio. Sergio Rubio, por su obra Silencio. Accésit. Marilia Samper, por su obra 405; Pablo Gutiérrez, por su obra Carne de cerdo.[10]
- 2000. Premio. Dámaris Matos, por su obra Cuaderno de bitácora.[11] Accésit. Gracia Morales, por su obra Quince peldaños; Sergio Rubio, por su obra Mala vida.
- 1999. Antonio Hernández Centeno, por su obra Combatientes.[12]
- 1998. José Francisco Ortuño, por su obra Atrapado (El roto).
- 1997. Javier Berger, por su obra Doctor, ¿es cierto que el hombre está compuesto de un 70% de agua?